# Біленький Ярослав Теодорович
Ярослав Теодорович Біленький (псевдонім — Степан Чернігівський; 17 травня 1883, Сокаль — березень 1945, там само) — український педагог, науковець, громадський та політичний діяч, Генеральний суддя УГВР, член ОУН.

## Життєпис
Ярослав народився 17 травня 1883 р. у Сокалі на Львівщині, в родині відомого громадського діяча, педагога Теодора Біленького. 1907 р. закінчив філософський факультет Львівського та 1912 р. правничий — Віденського університетів.
Від 1906 р. — вчитель української мови та літератури Львівської, Коломийської, Сокальської гімназій. За російської окупації Галичини в роки Першої світової війни мешкав у Відні, а після відступу російських військ працював директором Яворівської гімназії. Листопадові події 1918 р. застали Біленького в Сокалі, де він був призначений міським комісаром уряду Західноукраїнської Народної Республіки, видавав громадсько-політичний часопис «Голос з-над Бугу» і у листопаді 1918-го — січні 1919 обіймав посаду директора Сокальської гімназії. Тоді ж, у січні, переїхав до Кам'янця-Подільського, де працював при Міністерстві освіти уряду УНР, організовуючи українське шкільництво. 1920 р. повернувся до Львова, у 1920-1930-х рр. — викладач української мови місцевої Академічної гімназії.
Активний член товариства «Українська громада», співробітник друкованих видань, від 1923 року голова видавничої комісії товариства «Рідна школа», а від 1932 р. — редактор журналу «Українська Школа». 1929 року став членом ОУН.
У 1939—1941 рр. — професор Львівського університету. Автор праць про поезію Тараса Шевченка та про діяльність Івана Мазепи, низки статей на тему методики викладання української мови.
Після проголошення 30 червня 1941 р. Акту відновлення Української Держави обраний секретарем у Раді сеньйорів, яку 24 липня реорганізовано в Українську національну раду у Львові на чолі з доктором Костем Левицьким. У 1944 р. працював у Львові, а пізніше переїхав до Самбора, де викладав у місцевому педагогічному училищі.
13 липня 1944 р. створено УГВР, де у 1944—1945 рр. очолював Генеральний суд. Через свою діяльність переслідувався НКВС.
Помер у Самборі в березні 1945 року.

## Праці
- Угроруські літописні замітки // Зап. НТШ. 1911. Т. 104